# Frederick Lugard
Frederick John Dealtry Lugard, 1r Baró de Lugard GCMG CB DSO PC (22 de gener del 1858 – 11 d'abril del 1945), conegut com a Sir Frederick Lugard entre 1901 i 1928, fou un soldat, mercenari, explorador d'Àfrica i administrador colonial britànic, Governador de Hong Kong (1907-1912) i Governador General de Nigèria (1914-1919). Fou un pràctic i un dels més coneguts entre els teòrics de l'Indirect rule (« govern indirecte ») en matèria colonial.

## Primers anys i educació
Lugard va néixer a Madràs (ara Chennai) a l'Índia, però es va criar a Worcester, Anglaterra. Era fill del reverend Frederick Grueber Lugard, un capellà de l'exèrcit britànic a Madràs, i la seva tercera esposa Mary Howard (1819-1865), la filla menor del Reverend John Garton Howard (1786-1862. Lugard va ser educat en la Rossall School i el Reial Col·legi Militar de Sandhurst.
El nom 'Dealtry' provenia de Thomas Dealtry, que era un amic del seu pare.

## Carrera militar
Lugard fou comissionat al 9è regiment de peu el 1878. S'uní al segon batalló a l'Índia, i prengué part en les següents campanyes:
- Segona guerra angloafganesa (1879-1880)
- Campanya del Sudan (1884-1885)
- Tercera guerra anglobirmana (1886-1887)

Se li atorgà l'Orde del Servei Distingit el 1887.
Al maig de 1888, Lugard va prendre el comandament d'una expedició organitzada pels colons britànics a Nyasalàndia en contra dels traficants d'esclaus àrabs al llac Nyasa i va ser greument ferit.

## Carrera post-militar

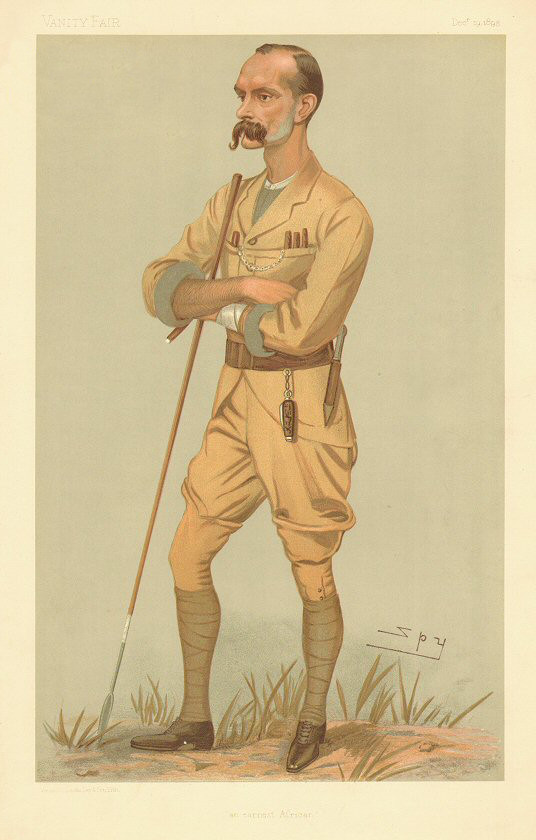
Lugard caricaturitzat per Spy per a Vanity Fair, 1895

Quan se'n va anar de Nyasalàndia a l'abril de 1889, Lugard es va unir a la Companyia Imperial Britànica de l'Àfrica Oriental. En el seu servei, va explorar el riu Sabaki i la regió veïna, a més de l'elaboració d'un pla per l'emancipació dels esclaus en poder dels àrabs en el Zanzíbar continental. En 1890, Lugard va ser enviat per la companyia a Uganda, on es va assegurar el predomini britànic a l'àrea i va posar fi als disturbis civils entre faccions al regne de Buganda. Es va convertir en administrador militar d'Uganda del 26 de desembre de 1890 al maig de 1892. Mentre era administrador d'Uganda, va viatjar al voltant de les Muntanyes Rwenzori al Llac Edward, i va cartografiar una àmplia zona del país. També va visitar el Llac Albert i es va endur alguns milers de sudanesos que havia estat deixats allà per Emin Paixà i H. M. Stanley durant l'Expedició en auxili d'Emin Paixà.
Quan Lugard va tornar a Anglaterra en 1892, va dissuadir amb èxit el primer ministre William Ewart Gladstone i el seu gabinet d'abandonar Uganda. En 1894, Lugard fou enviat per la Royal Niger Company a Borgu, on es va assegurar tractats amb els reis i caps que reconeixien la sobirania de la companyia britànica, mentre es distanciaven dels altres poders colonials allà presents. A partir de 1896 a 1897, Lugard es va fer càrrec d'una expedició al Llac Ngami, en l'actual Botswana, en nom de la Companyia Britànica de Charterland Occidental. De Ngami va ser cridat pel govern britànic i enviat a l'Àfrica Occidental, on va ser l'encarregat d'aixecar una força nativa per protegir els interessos britànics a l'interior de la Colònia de Lagos i Nigèria contra l'agressió francesa. L'agost de 1897, Lugard va organitzar la Royal West African Frontier Force, i la va comandar fins a finals de desembre de 1899, quan es van establir les disputes amb França.

## Primers serveis colonials
Després de renunciar al comandament de la Força Fronterera de l'Àfrica Occidental, Lugard va esdevenir Alt Comissionat del Protectorat de Nigèria del Nord el 1900, càrrec que va ocupar fins a 1906 i pel qual va ser nomenat cavaller el 1901. En aquest temps, la part del nord de Nigèria sota el control efectiu era petita, i la tasca del Lugard en l'organització d'aquest vast territori es fa més difícil per la negativa del Sokoto i molts altres prínceps Fula a complir les seves obligacions del tractat.
El 1903, es va fer possible el control britànic sobre el conjunt del protectorat per una reeixida campanya en contra de l'emir de Kano i el sultà de Sokoto. En el moment en què Lugard va renunciar com a comissionat, tota Nigèria estava sent administrada pacíficament sota la supervisió dels residents britànics. No obstant això, hi va haver aixecaments que van ser brutalment reprimits per les tropes de Lugard. Una rebel·lió Mahdí el 1906 a Satiru, un poble prop de Sokoto va comportar la destrucció total de la ciutat amb un gran nombre de víctimes.

## Governador de Hong Kong
Al voltant d'un any després que renunciés al càrrec d'alt comissionat del Protectorat de Nigèria del Nord, Lugard va ser designat com a governador de Hong Kong, càrrec que va ocupar fins al març del 1912. Durant el seu mandat, Lugard va proposar tornar Weihaiwei al govern xinès, a canvi de la cessió dels llogats Nous Territoris a perpetuïtat. No obstant això, la proposta no va rebre gaire bona acollida, i no s'actuà en conseqüència. Alguns creien que si s'accedia a la proposta, Hong Kong sempre podria romandre en mans britàniques.
El principal interès de Lugard fou l'educació, i va ser recordat principalment pels seus esforços quant a la fundació de la Universitat de Hong Kong el 1911, de la qual es va convertir en el primer canceller, malgrat les fredes recepcions de l'imperial Oficina Colonial i la majoria de les empreses britàniques locals, com ara la Hongkong and Shanghai Banking Corporation. L'Oficina Colonial va titllar la idea d'una universitat de "xai mascota de Sir Frederick". De fet, la idea de Lugard era crear una ciutadella de l'educació superior, que podria servir com el portador més important de la cultura occidental a l'Orient.

## Governador de Nigèria
En 1912, Lugard va tornar a Nigèria com a governador dels dos protectorats. La seva missió principal era completar la fusió en una colònia. Tot i ser controvertida a Lagos, on va ser rebutjada per una gran part de la classe política i els mitjans de comunicació, la fusió no va despertar la passió a la resta del país. De 1914 a 1919, Lugard va esdevenir governador general de la colònia, ara combinada, de Nigèria. Al llarg del seu mandat, Lugard va tractar enèrgicament d'assegurar la millora de la condició dels pobles indígenes, entre altres mitjans a través de l'exclusió, sempre que fos possible, de les begudes alcohòliques, i de la supressió de les incursions d'esclaus i l'esclavitud.
Lugard, hàbilment assistit per la seva dona Flora Shaw, va inventar una llegenda que deformat la seva comprensió, la de Nigèria, i la del colonialisme durant dècades. Els ingressos que van permetre el desenvolupament de l'estat (ports, ferrocarrils, hospitals) al sud de Nigèria provenien en gran part dels impostos sobre l'alcohol importat. Al nord de Nigèria no existia aquest impost, i els projectes de desenvolupament foren molts menys. Durant el seu govern es va produir la Guerra Adubi. Al nord de Nigèria Lugard permeté l'esclavitud dins de les famílies tradicionals de l'elit. De fet odiava els africans educats i sofisticats de les regions costaneres, i va dirigir el país estant-se el 50% de cada any a Anglaterra (on podria promoure's a si mateix i estava distant de les realitats a l'Àfrica, on els subordinats havien de retardar les decisions en molts assumptes fins al seu retorn), i basà el seu govern en un sistema militar - a diferència de William MacGregor, un metge que va esdevenir governador, que es barrejava amb tots els estrats de població i escoltava el que es volia Lugard, que s'oposava a l'"educació nativa" més tard es va involucrar en la Universitat de Hong Kong, i que Lugard, a qui no li agradaven els comerciants i homes de negocis, esdevingués director d'un banc actiu a Nigèria són aspectes estranys de l'home i el mite.

## El mandat dual a l'Àfrica tropical britànica
El llibre de Lugard « El mandat dual a l'Àfrica tropical britànica » (en anglès The Dual Mandate in British Tropical Africa) fou publicat el 1922. Allà es tracta de l'indirect rule ("govern indirecte") a l'Àfrica colonial. En aquesta obra, Lugard exposava les raons i mètodes que es recomanaven per a la colonització de l'Àfrica per a Gran Bretanya. Algunes de les seves justificacions incloïen difondre el cristianisme i acabar amb la 'barbàrie' (com els sacrificis humans). També veia la colonització patrocinada per l'Estat com una forma de protegir els missioners, els caps locals i la població local l'un de l'altre, així com de les potències estrangeres. També, per a Lugard, era vital que la Gran Bretanya controlés les àrees no reclamades abans que Alemanya, Portugal o França no reclamessin la terra i els seus recursos per a si mateixes. Es va adonar que hi havia grans beneficis que es farien possibles a través de l'exportació dels recursos, com el cautxú, i per mitjà de la imposició a les poblacions natives, així com als importadors i exportadors (els contribuents britànics en realitat sempre van patir pèrdues de les colònies en aquest període). A més, aquests recursos i mà d'obra barata nativa (l'esclavitud havent estat proscrita per Gran Bretanya el 1834) proporcionaria combustible vital per a la revolució industrial a Gran Bretanya - que havia esgotat els seus recursos - així com els fons per a projectes d'obres públiques. Finalment, Lugard raonava que la colonització s'havia convertit en una moda i que per seguir sent una superpotència, la Gran Bretanya hauria de sostenir colònies per tal d'evitar semblar feble.

## Societat de Nacions i activisme antiesclavitud
De 1922 a 1936 fou representant britànic a la Comissió Permanent de Mandats de la Societat de Nacions Durant aquest període formà part de la Comissió Temporal d'Esclavitud i va participar en l'organització de la Convenció sobre l'esclavitud. S'havia presentat una proposta de la Convenció al govern britànic. Tot i l'alarma que va suscitar, després de sotmetre-la a una considerable nova redacció, el govern britànic va donar suport a la proposta que finalment es va portar a efecte. Lugard formà part de la Comissió d'Experts en Treball Indígena de 1925-1941 en el marc de l'Organització Internacional del Treball.

## Visions
Lugard va pressionar a favor del govern natiu a les colònies africanes. El seu raonament era que els africans negres eren molt diferents dels europeus blancs. No va especular sobre la barreja de sang ària o hamitica derivada de l'arribada de l'islam entre els hausses i fulani. Considerava que els nadius haurien d'actuar com una mena de gerent de nivell mitjà en el govern colonial. Això evitaria la revolta perquè, segons creia Lugard, la gent d'Àfrica serien més propensos a seguir a algú que s'assemblava a ells, parlava la seva llengua, i compartia els seus costums.
Olufemi Taiwo sosté que, de fet, Lugard impedia als africans qualificats educats a Gran Bretanya de tenir un paper actiu en el desenvolupament del país (en realitat Lugard desconfiava tants dels "intel·lectuals" blancs t com els negres - la creença que els principis que s'ensenyen a les universitats eren sovint erronis, i preferia avançar prominents líders haussa i fulani de les estructures tradicionals.

## Honors
Lugard va ser nomenat Company de l'Orde del Bany (CB) en 1895. Va ser nomenat Cavaller Comandant de l'Orde de Sant Miquel i Sant Jordi (KCMG) in 1901 i elevat a una Gran Creu Cavaller (GCMG) el 1911. Va ser nomenat membre del Consell Privat el 1920. El 1928 va ser honrat més quan va ser elevat a la dignitat de baró com a baró de Lugard, d'Abinger al comtat de Surrey.
La Royal Geographical Society el va guardonar amb la Medalla d'Or del Fundador el 1902, per la seva permanent atenció la geografia africana.
Un bust de bronze de Lugard creat el 1960 per Pilkington Jackson es troba a la National Portrait Gallery, Londres.

## Obres publicades
- En 1893, Lugard publicà The Rise of our East African Empire, que era parcialment una autobiografia. Igualment, Lugard va ser l'autor de diversos informes valuosos sobre el nord de Nigèria emesos per la Colonial Office.
- The Dual Mandate in British Tropical Africa, 1926.

## Vida personal

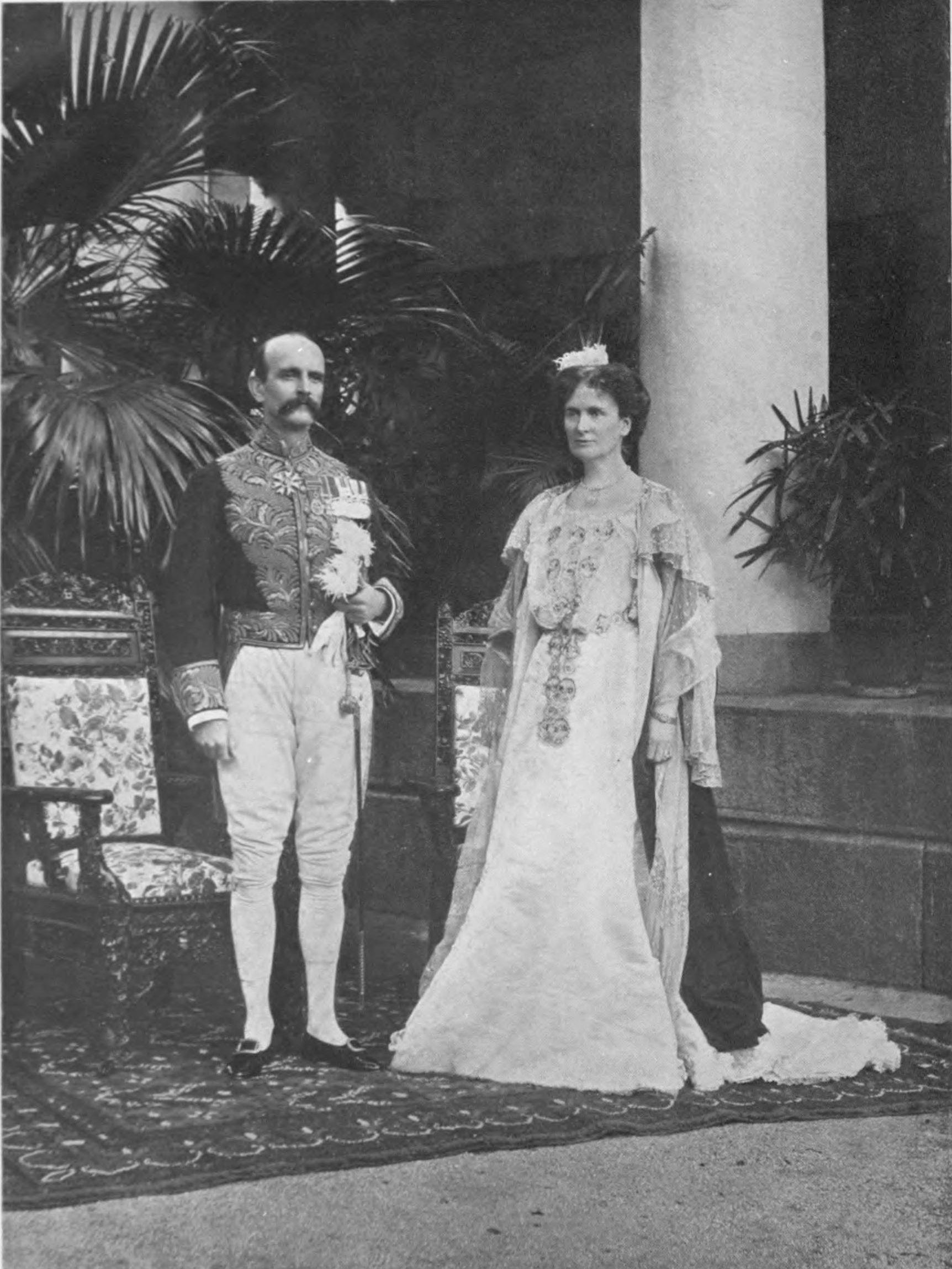
Lugard i la seva muller.

Lord Lugard es va casar amb Flora Shaw, filla del major general George Shaw, el 1902. Era una periodista i escriptora de The Times, que va encunyar el topònim Nigeria. No hi va haver nens del matrimoni. Flora va morir el gener de 1929. Lord Lugard lu va sobreviure durant setze anys i va morir l'11 d'abril de 1945, als 87 anys. Fou incinerat al crematori de Woking. Atès que no va tenir fills, la baronia va morir amb ell.

## Citacions
"El típic africà... és una persona malgastadora, excitable i feliç, mancada d'autocontrol, disciplina i visió de futur, naturalment valent, i naturalment cortès i educat, ple de vanitat personal, amb poc sentit de la veracitat ... en resum, les virtuts i defectes d'aquest tipus raça són les dels nens atractius".